# Radlje ob Dravi
Radlje ob Dravi (Mahrenberg en allemand) est une commune située dans la région de la Carinthie slovène au nord de la Slovénie.

## Histoire
La commune portait auparavant le nom de Marenberg et est rebaptisée Radlje ob Dravi en 1952 en raison de sa consonance allemande .

## Géographie
La commune est localisée au nord de la Slovénie non loin de l’Autriche. La région est traversée par la rivière Drave et se trouve à proximité de la région montagneuse du Pohorje.

### Villages
Les localités qui composent la commune sont Brezni Vrh, Dobrava, Radelca, Radlje ob Dravi, Remšnik, Spodnja Orlica, Spodnja Vižinga, Sv. Anton na Pohorju, Sv. Trije Kralji, Št. Janž pri Radljah, Vas, Vuhred, Zgornja Vižinga et Zgornji Kozji Vrh.

## Démographie
Entre 1999 et 2021, la population de la commune est restée stable à plus de 6 000 habitants,.
Évolution démographique
| 1999  | 2000  | 2001  | 2002  | 2003  | 2004  | 2005  | 2006  | 2007  |
| ----- | ----- | ----- | ----- | ----- | ----- | ----- | ----- | ----- |
| 6 251 | 6 250 | 6 274 | 6 283 | 6 254 | 6 274 | 6 313 | 6 297 | 6 241 |
| 2008  | 2009  | 2010  | 2011  | 2012  | 2013  | 2014  | 2015  | 2016  |
| 6 277 | 6 162 | 6 255 | 6 265 | 6 345 | 6 311 | 6 264 | 6 256 | 6 215 |
| 2017  | 2018  | 2019  | 2020  | 2021  |       |       |       |       |
| 6 184 | 6 191 | 6 185 | 6 169 | 6 164 |       |       |       |       |